# Puchar Świata w Rugby 2019
Puchar Świata w Rugby 2019 – dziewiąta edycja Pucharu Świata, zawodów o randze mistrzostw świata w rugby union. Organizowany przez Japonię turniej odbył się między 20 września a 2 listopada 2019 roku. Mecze rozgrywane były na dwunastu stadionach w całym kraju. Tytułu bronili Nowozelandczycy, a po ostateczny triumf sięgnęła reprezentacja Południowej Afryki, dla której było to trzecie zwycięstwo w rozgrywkach pucharu świata.

## Wybór organizatora
Wstępne głoszenia związków rugby chętnych do zorganizowania zarówno tego turnieju, jak i poprzedniego, były przyjmowane przez IRB do 15 sierpnia 2008 roku. Na tym etapie żadne szczegóły nie były wymagane, toteż zgłosiła się rekordowa liczba dziesięciu państw: Anglia, Australia, Irlandia, Jamajka, Japonia, Rosja, RPA, Szkocja, Walia i Włochy, przy czym Anglia zgłosiła swe zainteresowanie jedynie turniejem w roku 2015. W listopadzie tegoż roku IRB, z uwagi na kryzys ekonomiczny, ogłosiła, iż minimalna opłata na jej rzecz za zorganizowanie turnieju zostanie zmniejszona ze stu dwudziestu do dziewięćdziesięciu sześciu milionów funtów, zapowiedziała także wprowadzenie systemu podziału zysków uzyskanych ponad tę kwotę.
Z dziewięciu federacji, które złożyły wstępne zgłoszenia, trzy przedstawiły oficjalne wnioski w wyznaczonym terminie 8 maja 2009 roku, a kilka dni później zaprezentowały swoje kandydatury. RPA argumentowała swoją kandydaturę dużymi tradycjami rugby, pewnością zorganizowania rentownej imprezy oraz już gotową infrastrukturą, przygotowaną na Mistrzostwa Świata w Piłce Nożnej 2010. Atutem Włochów miała być relatywnie nieduża odległość dla kibiców z Wysp Brytyjskich i Francji, duże stadiony, w tym jeden udostępniony przez Francuzów w Marsylii oraz sygnalizowaną przez IRB chęcią rozegrania turnieju w kraju rozwijającym się pod względem rugby. Podobnie przedstawiała swoją kandydaturę Japonia – byłby to pierwszy Puchar Świata rozegrany w Azji, z meczami planowanymi również w Hongkongu i Singapurze, przez kraj z rozbudowaną infrastrukturą i doświadczeniem w organizacji największych sportowych imprez.
Rugby World Cup Limited, zarządzająca organizacją turniejów o Puchar Świata, 30 czerwca 2009 roku zarekomendowała Zarządowi IRB w swoim raporcie Anglię i Japonię jako potencjalnych gospodarzy kolejnych dwóch Pucharów Świata. Argumentowała to maksymalizowaniem zysków w roku 2015 i możliwością zorganizowania wówczas kolejnego Pucharu Świata w regionie ważnym z punktu widzenia rozwoju dyscypliny. Potwierdzająca tę rekomendację decyzja o przyznaniu Anglii i Japonii organizacji turniejów odpowiednio w 2015 i 2019 zapadła stosunkiem głosów 16 do 10 i została ogłoszona przez przewodniczącego IRB, Bernarda Lapasseta, w Dublinie 28 lipca 2009 roku.
Budowa znajdującego się na oficjalnej liście obiektów mających gościć zawody Stadionu Olimpijskiego została w lipcu 2015 roku wstrzymana przez premiera Japonii Shinzō Abe w związku z eskalacją kosztów – zaprojektowany od nowa miał być gotowy dopiero na Letnie Igrzyska Olimpijskie 2020. Jako że miał on być głównym stadionem zawodów, na którym miały odbyć się mecz otwarcia, finał i inne kluczowe pojedynki, decyzja ta wymusiła reakcję World Rugby domagającej się wyjaśnień, w jaki sposób jego utrata wpłynie na budżet turnieju i liczbę dostępnych biletów. W razie kłopotów ze spełnieniem przez Japonię stawianych przed nią wymogów rozważane było przez władze światowej federacji przeniesienie zawodów do jednego z przegranych kandydatów – RPA lub Włoch. Ostatecznie pod koniec września 2015 roku World Rugby po analizie przyjęła zrewidowany model przedstawiony przez organizatorów i poparty przez rząd Japonii, rządowe wsparcie zostało potwierdzone dwa miesiące później. World Rugby przeprowadzała następnie okresowe inspekcje postępów w przygotowaniach do zawodów, po początkowych opóźnieniach chwaląc organizatorów za przyśpieszenie prac przygotowujących turniej.

## Informacje ogólne
W październiku 2015 roku World Rugby przedstawiła logo zawodów zawierające dwa symbole Japonii – wschodzące słońce oraz górę Fudżi, w maju kolejnego roku natomiast bazujące na nim symbole identyfikujące miasta-gospodarzy, bazy zespołów i instytucji działających przy organizacji turnieju, nawiązujące do kultury tegoż kraju były także zademonstrowane w połowie czerwca 2019 roku projekty graficzne biletów. W styczniu 2018 roku zaprezentowano maskotki zawodów – parę mitycznych podobnych do lwów stworzeń – o wspólnej nazwie Ren-G, a kilka miesięcy później ich honorowym patronem został książę Akishino. Na początku listopada tegoż roku uruchomiono oficjalny sklep internetowy oraz przedstawiono oficjalną turniejową piłkę przygotowaną ponownie przez firmę Gilbert. Ofertę sklepu online uzupełniają siedemdziesiąt trzy stacjonarne, a sztandarowy został otwarty w centrum handlowym Odakyū znajdującym się w pobliżu obsługującego najwięcej pasażerów na świecie dworca Shinjuku.
W maju 2015 roku rozpoczęto proces wyboru baz dla uczestniczących w turnieju reprezentacji, a zgłoszenia przyjmowano do 1 sierpnia tegoż roku. Zgodnie z wyznaczonymi kryteriami powinny one mieścić hotel, basen, siłownię i dwa obiekty treningowe – kryty i na otwartym powietrzu. W styczniu 2017 roku ogłoszono, że aplikacje złożyło siedemdziesiąt sześć ośrodków z ponad dziewięćdziesięciu prefektur i miast, a spośród nich miało zostać wybranych około pięćdziesięciu, które zostaną następnie przedstawione zespołom. Wstępną selekcję przeszły pięćdziesiąt dwie kandydatury, a ostateczna lista zamknęła się liczbą pięćdziesięciu pięciu.
Organizatorzy Pucharu Świata uruchomili także dodatkowe inicjatywy, jak: klub kibica, iluminację Tokyo Tower, wystawę zdjęć w Ōita, zegar w Kamaishi odliczający czas do rozpoczęcia turnieju czy aktywności na meczach Top League, a także specjalne, pamiątkowe tablice rejestracyjne. Podpisali również umowę o współpracy ze swoimi odpowiednikami przygotowującymi Letnie Igrzyska Olimpijskie 2020. Miała ona polegać na wymianie doświadczeń i zasobów w takich obszarach jak bezpieczeństwo, transport, infrastruktura, wolontariusze i program antydopingowy. Dzięki współdziałaniu z charytatywną organizacją ChildFund, będącym częścią poturniejowej spuścizny, do marca 2019 roku udało się zebrać ponad 1,5 miliona GBP. Jej główną składową był jednak ambitny plan przyciągnięcia w Azji do tego sportu miliona nowych graczy, w tym dwustu tysięcy w samej Japonii. W maju 2018 roku ich liczba przekroczyła pół miliona, cztery miesiące później dotarła do dziewięciuset tysięcy, cel został osiągnięty w połowie grudnia tegoż roku, a ostateczna liczba wyniosła 1,8 miliona, z czego sześćdziesiąt procent w Japonii. Został także zorganizowany objazd Pucharu Webba Ellisa po osiemnastu krajach z całego świata: Urugwaju, Hiszpanii, Fidżi, Hongkongu, Chinach, Filipinach, Malezji, Indiach, Nepalu, Niemczech, Południowej Afryce, USA, Kanadzie, Brazylii, Chile, Argentynie oraz Japonii. Wszystkie zespoły były witane na specjalnych ceremoniach w historycznych bądź zabytkowych lokalizacjach, zaś każdy z uczestników otrzymał pamiątkowy medal, który przygotował Żywy Skarb Narodowy, Yoshita Minori.
We wrześniu 2017 roku podany został orientacyjny harmonogram sprzedaży, a zgodnie z zapowiedziami w listopadzie tego roku wraz z ogłoszeniem terminarza rozgrywek potwierdzono rozpiętość cenową wejściówek i ramowy plan ich sprzedaży, a także szczegółowe ceny biletów na każde ze spotkań – od 1000 jenów za ulgowy bilet na mecze fazy grupowej do 100 000 jenów za najdroższą wejściówkę na finał – podkreślając, iż spośród 1,8 miliona biletów połowa będzie dostępna w cenie poniżej 15 000 jenów. Spodziewano się jednocześnie, iż ponad sześćset tysięcy z nich zostanie zakupione przez gości z zagranicy. W pierwszej fazie – na przełomie stycznia i lutego 2018 roku – do sprzedaży trafiły pakiety obejmujące mecze danej drużyny bądź na danym stadionie, najpierw dla związanych z rugby kibiców z Japonii, potem została ona otwarta dla zainteresowanych z całego świata. W tej fazie popyt znacznie przekroczył podaż, wpłynęło bowiem 864 tysiące zamówień, przez kolejne trzy miesiące, gdy w drugiej fazie o bilety na pojedyncze spotkania aplikowali kolejno w miesięcznych interwałach członkowie lokalnych klubów rugby, mieszkańcy miast-gospodarzy oraz kibice z Japonii, ich liczba przekroczyła półtora miliona. W ostatniej części drugiej fazy sprzedaży trwającej do końca czerwca 2018 roku o wejściówki mogły ubiegać się osoby zarejestrowane w newsletterze światowej federacji, wówczas liczba aplikacji przekroczyła 2,5 miliona. We wrześniu 2018 roku rozpoczęły się zapisy na zakup biletów dla szerokiej publiczności i mimo iż do dyspozycji było około trzystu tysięcy wejściówek, przez blisko dwa miesiące wpłynęło dwa miliony aplikacji. Pozostałe bilety, w liczbie około dwustu tysięcy, trafiły do sprzedaży na zasadzie „kto pierwszy, ten lepszy” w połowie stycznia 2019 roku z priorytetem dla osób, które nie miały szczęścia we wcześniejszych losowaniach. Kolejna tura, obejmująca także bilety zwrócone przez krajowe związki, touroperatorów czy z rekonfiguracji stadionów, ruszyła w połowie maja, zaś ostatnia 10 sierpnia 2019 roku. Organizatorzy dodatkowo rozpoczęli kampanię zniechęcającą do zakupu biletów od nieautoryzowanych dystrybutorów, zapowiedziano także utworzenie platformy do wymiany lub odsprzedaży biletów po cenie zakupu. Na pięćdziesiąt dni przed rozpoczęciem zawodów organizatorzy potwierdzili, że 85% z 1,8 miliona biletów zostało sprzedanych, zaś w tygodniu poprzedzającym jego otwarcie odsetek ten wzrósł do 96%. Od 1 lutego 2018 roku ruszyła też sprzedaż pakietów meczowo-hotelowo-wycieczkowych oraz – po raz pierwszy w Japonii – corporate hospitality w pięciu wariantach, których cena wahała się w zależności od stadionu i rangi spotkania od 75 do 285 tysięcy jenów za osobę. Sprzedaż tych pierwszych okazała się tak dużym sukcesem, iż już w maju touroperatorzy zwiększyli prognozę o 20%, a we wrześniu do 30% ponad zakładany początkowo poziom.
Rekrutacja około dziesięciu tysięcy wolontariuszy rozpoczęła się w kwietniu 2018 roku. Wstępnie zgłosiła się rekordowa liczba ponad trzydziestu ośmiu tysięcy chętnych, a ich kwalifikacje były sprawdzane w drugiej połowie roku 2018.
Wpływ turnieju na japońską gospodarkę był szacowany początkowo na 420, a następnie na 437 miliardów jenów, z czego blisko połowa miałaby przełożyć się na wzrost PKB. Z uwagi na trwający sezon tajfunowy, a także ewentualność wystąpienia trzęsienia ziemi, utraty stadionu bądź ważnego węzła transportowego zostały przygotowane plany awaryjne – obejmujące także możliwość przełożenia meczu fazy pucharowej, jednakże mecze fazy grupowej zostałyby odwołane, a wynik takiego spotkania ustalony byłby na 0:0. Organizatorzy zostali także ostrzeżeni, by z uwagi na panującą w środowisku rugbowym kulturę picia piwa nie zabrakło tego trunku.
Do oficjalnych składów zgłoszono ponad trzystu zawodników, którzy uczestniczyli w organizowanych przez WR turniejach w kategorii U-20, zarówno na poziomie Championship, jak i Trophy.
Podczas zawodów obowiązywały nowe, rozszerzone standardy medyczne związane przede wszystkim z zapobieganiem i monitorowaniem urazów głowy, a w podejmowaniu decyzji arbitrom ponownie miała pomagać technologia Hawk-Eye. Przed turniejem wszyscy zawodnicy, trenerzy i sędziowie przeszli obowiązkowe szkolenie antykorupcyjne i program edukacyjny związany z zakładami bukmacherskimi, a Rob Howley będący trenerem ataku Walijczyków został odesłany do kraju pośród zarzutów o obstawianie wyników spotkań z udziałem swojego zespołu.
Według zapowiedzi transmisje telewizyjne dotrą do ponad ośmiuset milionów gospodarstw domowych w 217 terytoriach, przekraczając uzyskany w 2015 roku wynik 683 milionów, zaś w pozostałych będą transmitowane w Internecie. Mecze półfinałowe i finał będą obsługiwane przez trzydzieści cztery kamery, w pozostałych spotkaniach będzie ich natomiast co najmniej dwadzieścia trzy, toteż stacje telewizyjne będą miały możliwość wyboru jakości sygnału, aż do oferowanego w Japonii 8K. Zostaną również wykorzystane elementy rzeczywistości rozszerzonej, a także rozbudowana obecność w mediach społecznościowych oraz oficjalnej aplikacji

## Terminarz
W październiku 2015 roku World Rugby ustaliła ramy czasowe turnieju – mecz otwarcia zaplanowany został na 20 września w Chōfu, a finał na 2 listopada 2019 roku w Jokohamie. Na początku listopada 2017 roku przedstawiono terminarz zawodów, tym razem kładąc nacisk na bardziej niż w poprzednich edycjach równomierne rozłożenie gier dla poszczególnych zespołów. Faza grupowa trwać będzie od 20 września do 13 października, mecze ćwierćfinałowe odbędą się w dniach 19 i 20 października, półfinały w dniach 26 i 27 października, mecz o trzecie miejsce rozegrany zostanie 1 listopada, finał zaś dzień później.

## Uczestnicy

### Kwalifikacje
W połowie września 2015 roku World Rugby ogłosiła, iż system kwalifikacji co do zasady pozostanie taki sam, jak w przypadku poprzednich dwóch edycji. Dwanaście drużyn zapewniło sobie zatem automatyczny awans zajmując w swoich grupach na Pucharze Świata 2015 zorganizowanym w Anglii jedną z pierwszych trzech pozycji, dodatkowo – niezależnie od zajętego w tych zawodach miejsca – bezpośrednią kwalifikację uzyskać mieli także Japończycy. W celu obsadzenia pozostałych siedmiu bądź ośmiu miejsc miały zostać zorganizowane kilkuetapowe eliminacje regionalne zwieńczone turniejem barażowym dla czterech zespołów, które dotąd nie uzyskałyby awansu. Z uwagi na fakt, iż Japonia w swej grupie angielskiego turnieju uplasowała się ostatecznie w pierwszej trójce, w pozostałych fazach eliminacji było więc dostępnych osiem miejsc.
W listopadzie 2015 roku World Rugby opublikowała schemat kwalifikacji. Wolne miejsca zostały podzielone według następującego klucza geograficznego: Oceanii i Ameryce (Południowej wspólnie z Północną) przyznano po dwa miejsca, po jednym przydzielono Afryce oraz Europie, kwalifikację uzyska także zwycięzca dwumeczu pomiędzy trzecią drużyną Oceanii i drugą z Europy. Przegrany z tego pojedynku natomiast zmierzy się w czterozespołowym turnieju repasażowym, którego stawką będzie ostatnie, dwudzieste miejsce w Pucharze Świata 2019. Jego przeciwnikami w nim będą drużyny z Ameryki i Afryki oraz zwycięzca dwumeczu pomiędzy uprawnionym zespołem z Azji i triumfatorem kwalifikacji dla rozwijających się drużyn z Oceanii. Rozpoczęły się one 5 marca 2016 roku meczem na Karaibach sędziowanym przez arbitra finału poprzedniego turnieju, Nigela Owensa, zakończyły się natomiast 23 listopada 2018 roku ostatnim meczem międzykontynentalnego turnieju barażowego, w którym stawką było ostatnie wolne miejsce w Pucharze Świata.
W trakcie kwalifikacji World Rugby uznała, że w meczach rozgrywanych w jej ramach w czterech reprezentacjach uczestniczyli zawodnicy nieuprawnieni do reprezentowania tych krajów, w związku z czym zweryfikowała wyniki spotkań z udziałem tych zawodników i tym samym wyeliminowała te zespoły z kwalifikacji (m.in. reprezentację Rumunii, która już awans zdobyła).

### Zakwalifikowane drużyny
| Drużyna           | Podstawa kwalifikacji     | Liczba występów | Najlepszy wynik                                               | Ostatni występ | Charakterystyki |
| ----------------- | ------------------------- | --------------- | ------------------------------------------------------------- | -------------- | --------------- |
| Japonia           | Gospodarz                 | 8               | Faza grupowa (1987, 1991, 1995, 1999, 2003, 2007, 2011, 2015) | 2015           |                 |
| Nowa Zelandia     | Złoty medal 2015          | 8               | Mistrz świata (1987, 2011, 2015)                              | 2015           |                 |
| Australia         | Srebrny medal 2015        | 8               | Mistrz świata (1991, 1999)                                    | 2015           |                 |
| Południowa Afryka | Brązowy medal 2015        | 6               | Mistrz świata (1995, 2007)                                    | 2015           |                 |
| Argentyna         | Uczestnik z 2015          | 8               | III miejsce (2007)                                            | 2015           |                 |
| Irlandia          | Uczestnik z 2015          | 8               | Ćwierćfinał (1987, 1991, 1995, 1999, 2003, 2011, 2015)        | 2015           |                 |
| Walia             | Uczestnik z 2015          | 8               | III miejsce (1987)                                            | 2015           |                 |
| Szkocja           | Uczestnik z 2015          | 8               | IV miejsce (1991)                                             | 2015           |                 |
| Francja           | Uczestnik z 2015          | 8               | II miejsce (1987, 1999, 2011)                                 | 2015           |                 |
| Anglia            | Uczestnik z 2015          | 8               | Mistrz świata (2003)                                          | 2015           |                 |
| Włochy            | Uczestnik z 2015          | 8               | Faza grupowa (1987, 1991, 1995, 1999, 2003, 2007, 2011, 2015) | 2015           |                 |
| Gruzja            | Uczestnik z 2015          | 4               | Faza grupowa (2003, 2007, 2011, 2015)                         | 2015           |                 |
| Stany Zjednoczone | Amerykańskie kwalifikacje | 7               | Faza grupowa (1987, 1991, 1999, 2003, 2007, 2011, 2015)       | 2015           |                 |
| Fidżi             | Kwalifikacje w Oceanii    | 7               | Ćwierćfinał (1987, 2007)                                      | 2015           |                 |
| Tonga             | Kwalifikacje w Oceanii    | 7               | Faza grupowa (1987, 1995, 1999, 2003, 2007, 2011, 2015)       | 2015           |                 |
| Urugwaj           | Amerykańskie kwalifikacje | 3               | Faza grupowa (1999, 2003, 2015)                               | 2015           |                 |
| Rosja             | Europejskie kwalifikacje  | 1               | Faza grupowa (2011)                                           | 2011           |                 |
| Samoa             | Play-off Europa/Oceania   | 7               | Faza grupowa (1987, 1995, 1999, 2003, 2007, 2011, 2015)       | 2015           |                 |
| Namibia           | Afrykańskie kwalifikacje  | 5               | Faza grupowa (1999, 2003, 2007, 2011, 2015)                   | 2015           |                 |
| Kanada            | Baraż                     | 8               | Ćwierćfinał (1991)                                            | 2015           |                 |

### Losowanie grup
W maju 2016 roku World Rugby ogłosiła, iż rozstawienie zespołów według aktualnego rankingu i losowanie grup odbędzie się w maju 2017 roku, czyli przed czerwcową serią testmeczów. Na przesunięcie tego terminu o pół roku bliżej turnieju – w porównaniu do poprzednich edycji – wskazywały już w marcu 2016 roku prasowe doniesienia, a był on kompromisem pomiędzy zbyt wczesnym losowaniem mogącym spowodować utworzenie kolejnej „grupy śmierci”, potrzebami organizatorów dotyczącymi konieczności szybkiego rozpoczęcia sprzedaży biletów (w związku z nadchodzącymi LIO 2020), a także sytuacją, w której w czerwcu 2017 roku zespoły z Wysp Brytyjskich wystawiają słabsze reprezentacje z uwagi na udział ich najlepszych zawodników w barwach British and Irish Lions w tournée po Nowej Zelandii. Pod koniec listopada 2016 roku wskazano, iż losowanie zostanie przeprowadzone w Kyoto State Guest House w Kioto 10 maja 2017 roku, a w jego przeprowadzeniu mieli wziąć udział między innymi przewodniczący World Rugby Bill Beaumont, trener All Blacks Steve Hansen, multimedalistka mistrzostw świata i igrzysk olimpijskich zapaśniczka Saori Yoshida oraz Demi Sakata, legenda japońskiego rugby, przyjęty do World Rugby Hall of Fame.
Automatycznie zakwalifikowane drużyny zostały podzielone na trzy koszyki według rankingu World Rugby na dzień losowania, w pozostałych dwóch koszykach znajdowały się natomiast zespoły, które walczyły w kwalifikacjach.
| Koszyk 1      |
| ------------- |
| Nowa Zelandia |
| Anglia        |
| Australia     |
| Irlandia      |

| Koszyk 2          |
| ----------------- |
| Szkocja           |
| Francja           |
| Południowa Afryka |
| Walia             |

| Koszyk 3  |
| --------- |
| Argentyna |
| Japonia   |
| Gruzja    |
| Włochy    |

| Koszyk 4  |
| --------- |
| Oceania 1 |
| Ameryka 1 |
| Europa 1  |
| Afryka 1  |

| Koszyk 5  |
| --------- |
| Oceania 2 |
| Ameryka 2 |
| Play-off  |
| Baraż     |

Transmitowane w Internecie losowanie grup turnieju głównego odbyło się 10 maja 2017 roku w Kioto i w jego wyniku powstały cztery grupy.
| Grupa A        |
| -------------- |
| Irlandia       |
| Szkocja        |
| Japonia        |
| Rosja Europa 1 |
| Samoa Play-off |

| Grupa B           |
| ----------------- |
| Nowa Zelandia     |
| Południowa Afryka |
| Włochy            |
| Namibia Afryka 1  |
| Kanada Baraż      |

| Grupa C                     |
| --------------------------- |
| Anglia                      |
| Francja                     |
| Argentyna                   |
| Stany Zjednoczone Ameryka 1 |
| Tonga Oceania 2             |

| Grupa D           |
| ----------------- |
| Australia         |
| Walia             |
| Gruzja            |
| Fidżi Oceania 1   |
| Urugwaj Ameryka 2 |

## Sędziowie
Światowy związek wyznaczył do sędziowania Pucharu Sześciu Narodów 2019 czternastu arbitrów głównych, sześciu bocznych i siedmiu telewizyjnych zaznaczając, iż to spośród nich zostanie pod koniec marca wybrana obsada sędziowska na Puchar Świata 2019. Spośród wytypowanej wcześniej dwudziestki boiskowych arbitrów jedynie Glen Jackson nie znalazł się na ogłoszonej na początku maja 2019 roku liście, podobnie jak trzech sędziów telewizyjnych. Pod koniec tego miesiąca wyznaczono także osoby odpowiedzialne za utrzymywanie dyscypliny i karanie za nieprzestrzeganie zasad gry. Przydzielenie sędziów do meczów fazy grupowej nastąpiło 1 lipca tegoż roku, dwa tygodnie później przedstawiono zaś ich stroje.
|  | Sędziowie główni - Wayne Barnes - Luke Pearce - Jérôme Garcès - Romain Poite - Pascal Gaüzère - Mathieu Raynal - Nigel Owens - Jaco Peyper - Ben O’Keeffe - Paul Williams - Nic Berry - Angus Gardner | Sędziowie boczni - Matthew Carley - Karl Dickson - Andrew Brace - Brendon Pickerill - Federico Anselmi - Shuhei Kubo - Alexandre Ruiz Sędziowie TV - Graham Hughes - Rowan Kitt - Ben Skeen - Marius Jonker |

## Stadiony
Pod koniec maja 2013 roku organizatorzy ogłosili harmonogram wyboru obiektów, z ostateczną decyzją zaplanowaną na marzec 2015 roku. Ostatecznie spośród piętnastu kandydatur wybrano dwanaście, reprezentujące miasta całej Japonii. We wrześniu 2015 roku znajdujący się na oryginalnej liście Stadion Olimpijski został zastąpiony przez Tokyo Stadium w Chōfu w aglomeracji Tokio.
| Chōfu                  | Jokohama                                                                             | Fukuroi                                                                              | Higashiōsaka                       |
| ---------------------- | ------------------------------------------------------------------------------------ | ------------------------------------------------------------------------------------ | ---------------------------------- |
| Tokyo Stadium          | International Stadium Yokohama                                                       | Stadion Shizuoka                                                                     | Hanazono Rugby Stadium             |
| Pojemność: 50 000      | Pojemność: 72 327                                                                    | Pojemność: 50 889                                                                    | Pojemność: 30 000                  |
|                        |                                                                                      |                                                                                      |                                    |
| Fukuoka                | SapporoKamaishiKumagayaChōfuJokohamaFukuroiToyotaHigashiōsakaKobeFukuokaŌitaKumamoto | SapporoKamaishiKumagayaChōfuJokohamaFukuroiToyotaHigashiōsakaKobeFukuokaŌitaKumamoto | Toyota                             |
| Level-5 Stadium        | SapporoKamaishiKumagayaChōfuJokohamaFukuroiToyotaHigashiōsakaKobeFukuokaŌitaKumamoto | SapporoKamaishiKumagayaChōfuJokohamaFukuroiToyotaHigashiōsakaKobeFukuokaŌitaKumamoto | Toyota Stadium                     |
| Pojemność: 22 563      | SapporoKamaishiKumagayaChōfuJokohamaFukuroiToyotaHigashiōsakaKobeFukuokaŌitaKumamoto | SapporoKamaishiKumagayaChōfuJokohamaFukuroiToyotaHigashiōsakaKobeFukuokaŌitaKumamoto | Pojemność: 45 000                  |
|                        | SapporoKamaishiKumagayaChōfuJokohamaFukuroiToyotaHigashiōsakaKobeFukuokaŌitaKumamoto | SapporoKamaishiKumagayaChōfuJokohamaFukuroiToyotaHigashiōsakaKobeFukuokaŌitaKumamoto |                                    |
| Sapporo                | SapporoKamaishiKumagayaChōfuJokohamaFukuroiToyotaHigashiōsakaKobeFukuokaŌitaKumamoto | SapporoKamaishiKumagayaChōfuJokohamaFukuroiToyotaHigashiōsakaKobeFukuokaŌitaKumamoto | Ōita                               |
| Sapporo Dome           | SapporoKamaishiKumagayaChōfuJokohamaFukuroiToyotaHigashiōsakaKobeFukuokaŌitaKumamoto | SapporoKamaishiKumagayaChōfuJokohamaFukuroiToyotaHigashiōsakaKobeFukuokaŌitaKumamoto | Stadion Ōita                       |
| Pojemność: 41 410      | SapporoKamaishiKumagayaChōfuJokohamaFukuroiToyotaHigashiōsakaKobeFukuokaŌitaKumamoto | SapporoKamaishiKumagayaChōfuJokohamaFukuroiToyotaHigashiōsakaKobeFukuokaŌitaKumamoto | Pojemność: 40 000                  |
|                        | SapporoKamaishiKumagayaChōfuJokohamaFukuroiToyotaHigashiōsakaKobeFukuokaŌitaKumamoto | SapporoKamaishiKumagayaChōfuJokohamaFukuroiToyotaHigashiōsakaKobeFukuokaŌitaKumamoto |                                    |
| Kumamoto               | Kobe                                                                                 | Kumagaya                                                                             | Kamaishi                           |
| Umakana Yokana Stadium | Kobe City Misaki Park Stadium                                                        | Kumagaya Rugby Ground                                                                | Kamaishi Recovery Memorial Stadium |
| Pojemność: 32 000      | Pojemność: 30 312                                                                    | Pojemność: 24 000                                                                    | Pojemność: 16 187                  |
|                        |                                                                                      |                                                                                      |                                    |

## Tajfun Hagibis
W trakcie trwania turnieju, 12 października około godziny 19.00 miejscowego czasu w okolice półwyspu Izu w środkowej części wyspy Honsiu uderzył zmierzający od południa tajfun Hagibis. Przyniósł on ze sobą wiatr osiągający w porywach 225 km/h, rekordowe opady, powodzie i osunięcia gruntu. W rezultacie zgodnie z wcześniejszymi ustaleniami ze względów bezpieczeństwa odwołano spotkania grupy B i C zaplanowane na 12 października, to jest pomiędzy Nową Zelandią a Włochami w Toyocie oraz pomiędzy Anglią a Francja w Jokohamie. Mecz zakwalifikowano jako remis 0:0, przyznając każdej z drużyn po dwa punkty. Analogiczną decyzję podjęto co do meczu pomiędzy reprezentacjami Namibii i Kanady, który miał się odbyć dzień później w Kamaishi, dokąd przesunął się tajfun.

## Faza grupowa

### Grupa A
| 20 września 201919:45 JST (UTC+9) | Japonia                                                                 | 30:10(12:7) | Rosja                                 | Tokyo Stadium, Chōfu Widzów: 45 745 Sędzia: Nigel Owens |
| 20 września 201919:45 JST (UTC+9) | Matsushima 15 (3P), Tamura 8 (pd 2K), Labuschagné 5 (P), Matsuda 2 (pd) | 30:10(12:7) | Gołosnicki 5 (P), Kusznariow 5 (pd K) | Tokyo Stadium, Chōfu Widzów: 45 745 Sędzia: Nigel Owens |

| 22 września 201916:45 JST (UTC+9) | Irlandia                                                                                       | 27:3(19:3) | Szkocja       | International Stadium Yokohama, Jokohama Widzów: 63 731 Sędzia: Wayne Barnes |
| 22 września 201916:45 JST (UTC+9) | Best 5 (P), Conway 5 (P), Furlong 5 (P), Ryan 5 (P), Carty 3 (K), Murray 2 (pd), Sexton 2 (pd) | 27:3(19:3) | Laidlaw 3 (K) | International Stadium Yokohama, Jokohama Widzów: 63 731 Sędzia: Wayne Barnes |
| 22 września 201916:45 JST (UTC+9) | Beirne                                                                                         | 27:3(19:3) |               | International Stadium Yokohama, Jokohama Widzów: 63 731 Sędzia: Wayne Barnes |

| 24 września 201919:15 JST (UTC+9) | Rosja                | 9:34(6:5) | Samoa                                                                  | Kumagaya Rugby Ground, Kumagaya Widzów: 22 564 Sędzia: Romain Poite |
| 24 września 201919:15 JST (UTC+9) | Kusznariow 9 (dg 2K) | 9:34(6:5) | Leiua 10 (2P), Fidow 10 (2P), Amosa 5 (P), Lee-Lo 5 (P), Pisi 4 (2pd), | Kumagaya Rugby Ground, Kumagaya Widzów: 22 564 Sędzia: Romain Poite |
| 24 września 201919:15 JST (UTC+9) | Gotowcew             | 9:34(6:5) | Lee-Lo · Matuʻu                                                        | Kumagaya Rugby Ground, Kumagaya Widzów: 22 564 Sędzia: Romain Poite |

| 28 września 201916:15 JST (UTC+9) | Japonia                          | 19:12(9:12) | Irlandia                                    | Stadion Shizuoka, Fukuroi Widzów: 47 813 Sędzia: Angus Gardner |
| 28 września 201916:15 JST (UTC+9) | Tamura 14 (pd 4K), Fukuoka 5 (P) | 19:12(9:12) | Kearney 5 (P), Ringrose 5 (P), Carty 2 (pd) | Stadion Shizuoka, Fukuroi Widzów: 47 813 Sędzia: Angus Gardner |

| 30 września 201919:15 JST (UTC+9) | Szkocja                                                                     | 34:0(20:0) | Samoa | Kobe City Misaki Park Stadium, Kobe Widzów: 27 586 Sędzia: Pascal Gaüzère |
| 30 września 201919:15 JST (UTC+9) | Laidlaw 12 (P 2pd K), Maitland 5 (P), Hogg 3 (dg), 2 karne przyłożenia – 14 | 34:0(20:0) |       | Kobe City Misaki Park Stadium, Kobe Widzów: 27 586 Sędzia: Pascal Gaüzère |
| 30 września 201919:15 JST (UTC+9) | Fidow                                                                       | 34:0(20:0) |       | Kobe City Misaki Park Stadium, Kobe Widzów: 27 586 Sędzia: Pascal Gaüzère |

| 3 października 201919:15 JST (UTC+9) | Irlandia                                                                                                  | 35:0(21:0) | Rosja | Kobe City Misaki Park Stadium, Kobe Widzów: 26 856 Sędzia: Jérôme Garcès |
| 3 października 201919:15 JST (UTC+9) | Sexton 6 (3pd), Conway 5 (P), Kearney 5 (P), O’Mahony 5 (P), Ringrose 5 (P), Ruddock 5 (P), Carty 4 (2pd) | 35:0(21:0) |       | Kobe City Misaki Park Stadium, Kobe Widzów: 26 856 Sędzia: Jérôme Garcès |
| 3 października 201919:15 JST (UTC+9) | Fiedotko · Ostrikow                                                                                       | 35:0(21:0) |       | Kobe City Misaki Park Stadium, Kobe Widzów: 26 856 Sędzia: Jérôme Garcès |

| 5 października 201919:30 JST (UTC+9) | Japonia                                                                          | 38:19(16:9) | Samoa              | Toyota Stadium, Toyota Widzów: 39 695 Sędzia: Jaco Peyper |
| 5 października 201919:30 JST (UTC+9) | Tamura 18 (3pd 4K), Fukuoka 5 (P), Himeno 5 (P), Lafaele 5 (P), Matsushima 5 (P) | 38:19(16:9) | Taefu 19 (P pd 4K) | Toyota Stadium, Toyota Widzów: 39 695 Sędzia: Jaco Peyper |
| 5 października 201919:30 JST (UTC+9) | Ioane                                                                            | 38:19(16:9) |                    | Toyota Stadium, Toyota Widzów: 39 695 Sędzia: Jaco Peyper |

| 9 października 201916:15 JST (UTC+9) | Szkocja                                                                                            | 61:0(21:0) | Rosja | Stadion Shizuoka, Fukuroi Widzów: 44 123 Sędzia: Mathieu Raynal |
| 9 października 201916:15 JST (UTC+9) | Hastings 26 (2P 8pd), G. Horne 15 (3P), Barclay 5 (P), McInally 5 (P), Seymour 5 (P), Turner 5 (P) | 61:0(21:0) |       | Stadion Shizuoka, Fukuroi Widzów: 44 123 Sędzia: Mathieu Raynal |

| 12 października 201919:45 JST (UTC+9) | Irlandia                                                                                                   | 47:5(26:5) | Samoa          | Level-5 Stadium, Fukuoka Widzów: 17 967 Sędzia: Nic Berry |
| 12 października 201919:45 JST (UTC+9) | Sexton 18 (2P 4pd), Best 5 (P), Conway 5 (P), Furlong 5 (P), Larmour 5 (P), Stander 5 (P), Carbery 4 (2pd) | 47:5(26:5) | J. Lam 5 (P)   | Level-5 Stadium, Fukuoka Widzów: 17 967 Sędzia: Nic Berry |
| 12 października 201919:45 JST (UTC+9) | Aki | 47:5(26:5) | Ioane · S. Lam | Level-5 Stadium, Fukuoka Widzów: 17 967 Sędzia: Nic Berry |

| 13 października 201919:45 JST (UTC+9) | Japonia                                                          | 28:21(21:7) | Szkocja                                                      | International Stadium Yokohama, Jokohama Widzów: 67 666 Sędzia: Ben O’Keeffe |
| 13 października 201919:45 JST (UTC+9) | Fukuoka 10 (2P), Tamura 8 (4pd), Inagaki 5 (P), Matsushima 5 (P) | 28:21(21:7) | Russell 7 (P pd), Fagerson 5 (P), Nel 5 (P), Laidlaw 4 (2pd) | International Stadium Yokohama, Jokohama Widzów: 67 666 Sędzia: Ben O’Keeffe |

### Grupa B
| 21 września 201918:45 JST (UTC+9) | Nowa Zelandia                                                         | 23:13(17:3) | Południowa Afryka                  | International Stadium Yokohama, Jokohama Widzów: 63 649 Sędzia: Jérôme Garcès |
| 21 września 201918:45 JST (UTC+9) | Moʻunga 10 (2pd 2K), Bridge 5 (P), S. Barrett 5 (P), B. Barrett 3 (K) | 23:13(17:3) | Pollard 8 (pd dg K), Du Toit 5 (P) | International Stadium Yokohama, Jokohama Widzów: 63 649 Sędzia: Jérôme Garcès |

| 22 września 201914:15 JST (UTC+9) | Włochy | 47:22(21:7) | Namibia                                                       | Hanazono Rugby Stadium, Higashiōsaka Widzów: 20 354 Sędzia: Nic Berry |
| 22 września 201914:15 JST (UTC+9) | Allan 11 (P 3pd), Canna 9 (P 2pd), Bellini 5 (P), Minozzi 5 (P), Polledri 5 (P), Tebaldi 5 (P), karne przyłożenie – 7 | 47:22(21:7) | Loubser 7 (2pd K), Greyling 5 (P), Plato 5 (P), Stevens 5 (P) | Hanazono Rugby Stadium, Higashiōsaka Widzów: 20 354 Sędzia: Nic Berry |

| 26 września 201916:45 JST (UTC+9) | Włochy | 48:7(17:0) | Kanada                   | Level-5 Stadium, Fukuoka Widzów: 16 984 Sędzia: Nigel Owens |
| 26 września 201916:45 JST (UTC+9) | Allan 9 (3pd K), Bellini 5 (P), Budd 5 (P), Minozzi 5 (P), Negri 5 (P), Steyn 5 (P), Zani 5 (P), Canna 2 (pd), karne przyłożenie – 7 | 48:7(17:0) | Coe 5 (P), Nelson 2 (pd) | Level-5 Stadium, Fukuoka Widzów: 16 984 Sędzia: Nigel Owens |
| 26 września 201916:45 JST (UTC+9) | Heaton | 48:7(17:0) |                          | Level-5 Stadium, Fukuoka Widzów: 16 984 Sędzia: Nigel Owens |

| 28 września 201918:45 JST (UTC+9) | Południowa Afryka | 57:3(31:3) | Namibia       | Toyota Stadium, Toyota Widzów: 36 449 Sędzia: Mathieu Raynal |
| 28 września 201918:45 JST (UTC+9) | E. Jantjies 12 (6pd), Mapimpi 10 (2P), Mbonambi 10 (2P), Am 5 (P), Brits 5 (P), Gelant 5 (P), Kolisi 5 (P), Louw 5 (P) | 57:3(31:3) | Loubser 3 (K) | Toyota Stadium, Toyota Widzów: 36 449 Sędzia: Mathieu Raynal |
| 28 września 201918:45 JST (UTC+9) | Booysen · Coetzee | 57:3(31:3) |               | Toyota Stadium, Toyota Widzów: 36 449 Sędzia: Mathieu Raynal |

| 2 października 201919:15 JST (UTC+9) | Nowa Zelandia | 63:0(28:0) | Kanada | Stadion Ōita, Ōita Widzów: 34 411 Sędzia: Romain Poite |
| 2 października 201919:15 JST (UTC+9) | Moʻunga 16 (8pd), Weber 10 (2P), B. Barrett 5 (P), J. Barrett 5 (P), S. Barrett 5 (P), Frizell 5 (P), Ioane 5 (P), Williams 5 (P), karne przyłożenie – 7 | 63:0(28:0) |        | Stadion Ōita, Ōita Widzów: 34 411 Sędzia: Romain Poite |

| 4 października 201918:45 JST (UTC+9) | Południowa Afryka                                                                                     | 49:3(17:3) | Włochy      | Stadion Shizuoka, Fukuroi Widzów: 44 148 Sędzia: Wayne Barnes |
| 4 października 201918:45 JST (UTC+9) | Pollard 14 (4pd 2K), Kolbe 10 (2P), Am 5 (P), Mapimpi 5 (P), Marx 5 (P), Mbonambi 5 (P), Snyman 5 (P) | 49:3(17:3) | Allan 3 (K) | Stadion Shizuoka, Fukuroi Widzów: 44 148 Sędzia: Wayne Barnes |
| 4 października 201918:45 JST (UTC+9) | Lovotti                                                                                               | 49:3(17:3) |             | Stadion Shizuoka, Fukuroi Widzów: 44 148 Sędzia: Wayne Barnes |

| 6 października 201913:45 JST (UTC+9) | Nowa Zelandia | 71:9(17:9) | Namibia        | Tokyo Stadium, Chōfu Widzów: 48 354 Sędzia: Pascal Gaüzère |
| 6 października 201913:45 JST (UTC+9) | J. Barrett 21 (P 8pd), Lienert-Brown 10 (2P), Reece 10 (2P), B. Smith 10 (2P), Moody 5 (P), Perenara 5 (P), Taʻavao 5 (P), Whitelock 5 (P) | 71:9(17:9) | Stevens 9 (3K) | Tokyo Stadium, Chōfu Widzów: 48 354 Sędzia: Pascal Gaüzère |
| 6 października 201913:45 JST (UTC+9) | Laulala · Tuʻungafasi | 71:9(17:9) |                | Tokyo Stadium, Chōfu Widzów: 48 354 Sędzia: Pascal Gaüzère |

| 8 października 201919:15 JST (UTC+9) | Południowa Afryka | 66:7(47:0) | Kanada                      | Kobe City Misaki Park Stadium, Kobe Widzów: 28 014 Sędzia: Luke Pearce |
| 8 października 201919:15 JST (UTC+9) | E. Jantjies 16 (8pd), Reinach 15 (3P), Brits 5 (P), De Allende 5 (P), Gelant 5 (P), Malherbe 5 (P), Nkosi 5 (P), Steyn 5 (P), Willemse 5 (P) | 66:7(47:0) | Geaton 5 (P), Nelson 2 (pd) | Kobe City Misaki Park Stadium, Kobe Widzów: 28 014 Sędzia: Luke Pearce |
| 8 października 201919:15 JST (UTC+9) | Larsen | 66:7(47:0) |                             | Kobe City Misaki Park Stadium, Kobe Widzów: 28 014 Sędzia: Luke Pearce |

| 12 października 201913:45 JST (UTC+9) | Nowa Zelandia | [ a ] | Włochy | Toyota Stadium, Toyota Sędzia: Luke Pearce |
| 12 października 201913:45 JST (UTC+9) |               | [ a ] |        | Toyota Stadium, Toyota Sędzia: Luke Pearce |

| 13 października 201912:15 JST (UTC+9) | Namibia | [ b ] | Kanada | Kamaishi Recovery Memorial Stadium, Kamaishi Sędzia: Paul Williams |
| 13 października 201912:15 JST (UTC+9) |         | [ b ] |        | Kamaishi Recovery Memorial Stadium, Kamaishi Sędzia: Paul Williams |

### Grupa C
| 21 września 201916:15 JST (UTC+9) | Francja                                                       | 23:21(20:3) | Argentyna                                                        | Tokyo Stadium, Chōfu Widzów: 40 004 Sędzia: Angus Gardner |
| 21 września 201916:15 JST (UTC+9) | Ntamack 10 (2pd 2K), Dupont 5 (P), Fickou 5 (P), Lopez 3 (dg) | 23:21(20:3) | Urdapilleta 6 (2K), Montoya 5 (P), Petti 5 (P), Sánchez 5 (pd K) | Tokyo Stadium, Chōfu Widzów: 40 004 Sędzia: Angus Gardner |

| 22 września 201919:15 JST (UTC+9) | Anglia                                                                 | 35:3(18:3) | Tonga         | Sapporo Dome, Sapporo Widzów: 35 923 Sędzia: Paul Williams |
| 22 września 201919:15 JST (UTC+9) | Farrell 15 (3pd 3K), Tuilagi 10 (2P), Cowan-Dickie 5 (P), George 5 (P) | 35:3(18:3) | Takulua 3 (K) | Sapporo Dome, Sapporo Widzów: 35 923 Sędzia: Paul Williams |

| 26 września 201919:45 JST (UTC+9) | Anglia | 45:7(19:0) | Stany Zjednoczone               | Kobe City Misaki Park Stadium, Kobe Widzów: 27 194 Sędzia: Nic Berry |
| 26 września 201919:45 JST (UTC+9) | Ford 15 (P 5pd), Cokanasiga 10 (2P), Cowan-Dickie 5 (P), Ludlam 5 (P), McConnochie 5 (P), B. Vunipola 5 (P) | 45:7(19:0) | Campbell 5 (P), MacGinty 2 (pd) | Kobe City Misaki Park Stadium, Kobe Widzów: 27 194 Sędzia: Nic Berry |
| 26 września 201919:45 JST (UTC+9) | Quill | 45:7(19:0) |                                 | Kobe City Misaki Park Stadium, Kobe Widzów: 27 194 Sędzia: Nic Berry |

| 28 września 201913:45 JST (UTC+9) | Argentyna                                            | 28:12(28:7) | Tonga                          | Hanazono Rugby Stadium, Higashiōsaka Widzów: 21 971 Sędzia: Jaco Peyper |
| 28 września 201913:45 JST (UTC+9) | Montoya 15 (3P), Urdapilleta 8 (4pd), Carreras 5 (P) | 28:12(28:7) | Veainu 10 (2P), Takulua 2 (pd) | Hanazono Rugby Stadium, Higashiōsaka Widzów: 21 971 Sędzia: Jaco Peyper |

| 2 października 201916:45 JST (UTC+9) | Francja                                                                                       | 33:9(12:6) | Stany Zjednoczone | Level-5 Stadium, Fukuoka Widzów: 17 660 Sędzia: Ben O’Keeffe |
| 2 października 201916:45 JST (UTC+9) | Lopez 6 (3pd), Fickou 5 (P), Huget 5 (P), Poirot 5 (P), Raka 5 (P), Serin 5 (P), Ramos 2 (pd) | 33:9(12:6) | MacGinty 9 (3K)   | Level-5 Stadium, Fukuoka Widzów: 17 660 Sędzia: Ben O’Keeffe |

| 5 października 201917:00 JST (UTC+9) | Anglia                                                                                               | 39:10(15:3) | Argentyna                                        | Tokyo Stadium, Chōfu Widzów: 48 185 Sędzia: Nigel Owens |
| 5 października 201917:00 JST (UTC+9) | Farrell 9 (3pd K), Cowan-Dickie 5 (P), Daly 5 (P), Ford 5 (P), May 5 (P), Nowell 5 (P), Youngs 5 (P) | 39:10(15:3) | Moroni 5 (P), Urdapilleta 3 (K), Boffelli 2 (pd) | Tokyo Stadium, Chōfu Widzów: 48 185 Sędzia: Nigel Owens |
| 5 października 201917:00 JST (UTC+9) | Lavanini                                                                                             | 39:10(15:3) |                                                  | Tokyo Stadium, Chōfu Widzów: 48 185 Sędzia: Nigel Owens |

| 6 października 201916:45 JST (UTC+9) | Francja                                         | 23:21(17:7) | Tonga                                                         | Umakana Yokana Stadium, Kumamoto Widzów: 28 477 Sędzia: Nic Berry |
| 6 października 201916:45 JST (UTC+9) | Ntamack 13 (2pd 3K), Raka 5 (P), Vakatawa 5 (P) | 23:21(17:7) | Takulua 9 (P 2pd), Hingano 5 (P), Kapeli 5 (P), Fosita 2 (pd) | Umakana Yokana Stadium, Kumamoto Widzów: 28 477 Sędzia: Nic Berry |

| 9 października 201913:45 JST (UTC+9) | Argentyna | 47:17(19:5) | Stany Zjednoczone                             | Kumagaya Rugby Ground, Kumagaya Widzów: 24 377 Sędzia: Paul Williams |
| 9 października 201913:45 JST (UTC+9) | Sánchez 15 (P 5pd), de la Fuente 10 (2P), Tuculet 10 (2P), Bertranou 5 (P), Cruz Mallía 5 (P), Urdapilleta 2 (pd) | 47:17(19:5) | Scully 10 (2P), Lasike 5 (P), MacGinty 2 (pd) | Kumagaya Rugby Ground, Kumagaya Widzów: 24 377 Sędzia: Paul Williams |

| 12 października 201917:15 JST (UTC+9) | Anglia | [ c ] | Francja | International Stadium Yokohama, Jokohama Sędzia: Jaco Peyper |
| 12 października 201917:15 JST (UTC+9) |        | [ c ] |         | International Stadium Yokohama, Jokohama Sędzia: Jaco Peyper |

| 13 października 201914:45 JST (UTC+9) | Stany Zjednoczone                             | 19:31(12:7) | Tonga                                                                                          | Hanazono Rugby Stadium, Higashiōsaka Widzów: 22 012 Sędzia: Nigel Owens |
| 13 października 201914:45 JST (UTC+9) | Teʻo 10 (2P), Lamborn 5 (P), MacGinty 4 (2pd) | 19:31(12:7) | Piutau 7 (P pd), Takulua 7 (2pd K), Fisiʻihoi 5 (P), Hingano 5 (P), Veainu 5 (P), Faiva 2 (pd) | Hanazono Rugby Stadium, Higashiōsaka Widzów: 22 012 Sędzia: Nigel Owens |

### Grupa D
| 21 września 201913:45 JST (UTC+9) | Australia | 39:21(12:14) | Fidżi                                             | Sapporo Dome, Sapporo Widzów: 36 482 Sędzia: Ben O’Keeffe |
| 21 września 201913:45 JST (UTC+9) | Latu 10 (2P), Hodge 8 (P K), Hooper 5 (P), Kerevi 5 (P), Koroibete 5 (P), Toʻomua 4 (2pd), Lealiʻifano 2 (pd) | 39:21(12:14) | Volavola 11 (pd 3K), Nayacalevu 5 (P), Yato 5 (P) | Sapporo Dome, Sapporo Widzów: 36 482 Sędzia: Ben O’Keeffe |
| 21 września 201913:45 JST (UTC+9) | Botia | 39:21(12:14) |                                                   | Sapporo Dome, Sapporo Widzów: 36 482 Sędzia: Ben O’Keeffe |

| 23 września 201919:15 JST (UTC+9) | Walia | 43:14(29:0) | Gruzja                                                    | Toyota Stadium, Toyota Widzów: 35 546 Sędzia: Luke Pearce |
| 23 września 201919:15 JST (UTC+9) | Biggar 11 (4pd K), Adams 5 (P), Jo. Davies 5 (P), North 5 (P), Tipuric 5 (P), L. Williams 5 (P), T. Williams 5 (P), Halfpenny 2 (pd) | 43:14(29:0) | Czilaczawa 5 (P), Mamukaszwili 5 (P), Abżandadze 4 (2pd), | Toyota Stadium, Toyota Widzów: 35 546 Sędzia: Luke Pearce |
| 23 września 201919:15 JST (UTC+9) | Bregwadze | 43:14(29:0) |                                                           | Toyota Stadium, Toyota Widzów: 35 546 Sędzia: Luke Pearce |

| 25 września 201914:15 JST (UTC+9) | Fidżi                                                                              | 27:30(12:24) | Urugwaj                                                   | Kamaishi Recovery Memorial Stadium, Kamaishi Widzów: 14 025 Sędzia: Pascal Gaüzère |
| 25 września 201914:15 JST (UTC+9) | Matawalu 10 (2P), Dolokoto 5 (P), Mawi 5 (P), Ratuniyarawa 5 (P), Matavesi 2 (pd), | 27:30(12:24) | Berchesi 15 (3pd 3K), Arata 5 (P), Cat 5 (P), Diana 5 (P) | Kamaishi Recovery Memorial Stadium, Kamaishi Widzów: 14 025 Sędzia: Pascal Gaüzère |

| 29 września 201914:15 JST (UTC+9) | Gruzja                                                                                                | 33:7(12:7) | Urugwaj                         | Kumagaya Rugby Ground, Kumagaya Widzów: 24 895 Sędzia: Wayne Barnes |
| 29 września 201914:15 JST (UTC+9) | Abżandadze 8 (4pd), Bregwadze 5 (P), Czilaczawa 5 (P), Giorgadze 5 (P), Kweseladze 5 (P), Todua 5 (P) | 33:7(12:7) | Vilaseca 5 (P), Berchesi 2 (pd) | Kumagaya Rugby Ground, Kumagaya Widzów: 24 895 Sędzia: Wayne Barnes |
| 29 września 201914:15 JST (UTC+9) | Gattas                                                                                                | 33:7(12:7) |                                 | Kumagaya Rugby Ground, Kumagaya Widzów: 24 895 Sędzia: Wayne Barnes |

| 29 września 201916:45 JST (UTC+9) | Australia                                                                              | 25:29(8:23) | Walia                                                                   | Tokyo Stadium, Chōfu Widzów: 47 885 Sędzia: Romain Poite |
| 29 września 201916:45 JST (UTC+9) | Toʻomua 7 (2pd K), Ashley-Cooper 5 (P), Haylett-Petty 5 (P), Hooper 5 (P), Foley 3 (K) | 25:29(8:23) | Patchell 14 (pd dg 3K), Biggar 5 (pd dg), G. Davies 5 (P), Parkes 5 (P) | Tokyo Stadium, Chōfu Widzów: 47 885 Sędzia: Romain Poite |

| 3 października 201914:15 JST (UTC+9) | Gruzja                               | 10:45(3:7) | Fidżi | Hanazono Rugby Stadium, Higashiōsaka Widzów: 21 069 Sędzia: Paul Williams |
| 3 października 201914:15 JST (UTC+9) | Gorgodze 5 (P), Matiaszwili 5 (pd K) | 10:45(3:7) | Radradra 10 (2P), Volavola 10 (5pd), Kunatani 5 (P), Lomani 5 (P), Nayacalevu 5 (P), Ratuniyarawa 5 (P), Tuisova 5 (P) | Hanazono Rugby Stadium, Higashiōsaka Widzów: 21 069 Sędzia: Paul Williams |

| 5 października 201914:15 JST (UTC+9) | Australia                                                                                                | 45:10(19:3) | Urugwaj                        | Stadion Ōita, Ōita Widzów: 33 781 Sędzia: Mathieu Raynal |
| 5 października 201914:15 JST (UTC+9) | Lealiʻifano 10 (5pd), Haylett-Petty 10 (2P), Kuridrani 10 (2P), Genia 5 (P), Petaia 5 (P), Slipper 5 (P) | 45:10(19:3) | Berchesi 5 (pd K), Diana 5 (P) | Stadion Ōita, Ōita Widzów: 33 781 Sędzia: Mathieu Raynal |
| 5 października 201914:15 JST (UTC+9) | Coleman · Salakaia-Loto                                                                                  | 45:10(19:3) |                                | Stadion Ōita, Ōita Widzów: 33 781 Sędzia: Mathieu Raynal |

| 9 października 201918:45 JST (UTC+9) | Walia                                                               | 29:17(14:10) | Fidżi                                                    | Stadion Ōita, Ōita Widzów: 33 379 Sędzia: Jérôme Garcès |
| 9 października 201918:45 JST (UTC+9) | Adams 15 (3P), L. Williams 5 (P), Patchell 5 (pd K), Biggar 4 (2pd) | 29:17(14:10) | Murimurivalu 5 (P), Tuisova 5 (P), karne przyłożenie – 7 | Stadion Ōita, Ōita Widzów: 33 379 Sędzia: Jérôme Garcès |
| 9 października 201918:45 JST (UTC+9) | Ja. Davies · Owens                                                  | 29:17(14:10) | Cavubati · Kunatani                                      | Stadion Ōita, Ōita Widzów: 33 379 Sędzia: Jérôme Garcès |

| 11 października 201919:15 JST (UTC+9) | Australia                                                                   | 27:8(10:3) | Gruzja                          | Stadion Shizuoka, Fukuroi Widzów: 39 802 Sędzia: Pascal Gaüzère |
| 11 października 201919:15 JST (UTC+9) | Toʻomua 7 (2pd K), Dempsey 5 (P), Genia 5 (P), Koroibete 5 (P), White 5 (P) | 27:8(10:3) | Todua 5 (P), Matiaszwili 2 (pd) | Stadion Shizuoka, Fukuroi Widzów: 39 802 Sędzia: Pascal Gaüzère |
| 11 października 201919:15 JST (UTC+9) | Naisarani                                                                   | 27:8(10:3) |                                 | Stadion Shizuoka, Fukuroi Widzów: 39 802 Sędzia: Pascal Gaüzère |

| 13 października 201917:15 JST (UTC+9) | Walia                                                                                                  | 35:13(7:6) | Urugwaj                            | Umakana Yokana Stadium, Kumamoto Widzów: 27 317 Sędzia: Angus Gardner |
| 13 października 201917:15 JST (UTC+9) | Halfpenny 8 (4pd), Adams 5 (P), G. Davies 5 (P), Smith 5 (P), T. Williams 5 (P), karne przyłożenie – 7 | 35:13(7:6) | Berchesi 8 (pd 2K), Kessler 5 (P), | Umakana Yokana Stadium, Kumamoto Widzów: 27 317 Sędzia: Angus Gardner |
| 13 października 201917:15 JST (UTC+9) | Civetta                                                                                                | 35:13(7:6) |                                    | Umakana Yokana Stadium, Kumamoto Widzów: 27 317 Sędzia: Angus Gardner |

## Faza pucharowa

### Drabinka
|  |                      |                   |                      |                      |    |           |                  |                  |                   |                   |                   |       |       |
|  | Ćwierćfinały         | Ćwierćfinały      | Ćwierćfinały         |                      |    | Półfinały | Półfinały        | Półfinały        |                   |                   | Finał             | Finał | Finał |
|  | Ćwierćfinały         | Ćwierćfinały      | Ćwierćfinały         |                      |    | Półfinały | Półfinały        | Półfinały        |                   |                   | Finał             | Finał | Finał |
|  | 19 października 2019 |                   |                      |                      |    |           |                  |                  |                   |                   |                   |       |       |
|  |                      |                   |                      |                      |    |           |                  |                  |                   |                   |                   |       |       |
|  | Anglia               | Anglia            | 40                   |                      |    |           |                  |                  |                   |                   |                   |       |       |
|  | Anglia               | Anglia            | 40                   | 26 października 2019 |    |           |                  |                  |                   |                   |                   |       |       |
|  | Australia            | Australia         | 16                   |                      |    |           |                  |                  |                   |                   |                   |       |       |
|  | Australia            | Australia         | 16                   |                      |    | Anglia    | Anglia           | 19               |                   |                   |                   |       |       |
|  | 19 października 2019 |                   |                      |                      |    | Anglia    | Anglia           | 19               |                   |                   |                   |       |       |
|  |                      |                   | Nowa Zelandia        | Nowa Zelandia        | 7  |           |                  |                  |                   |                   |                   |       |       |
|  | Nowa Zelandia        | Nowa Zelandia     | Nowa Zelandia        | Nowa Zelandia        | 7  | 46        |                  |                  |                   |                   |                   |       |       |
|  | Nowa Zelandia        | Nowa Zelandia     |                      |                      |    | 46        | 2 listopada 2019 |                  |                   |                   |                   |       |       |
|  | Irlandia             | Irlandia          | 14                   |                      |    |           |                  |                  |                   |                   |                   |       |       |
|  | Irlandia             | Irlandia          | 14                   |                      |    | Anglia    | Anglia           | 12               |                   |                   |                   |       |       |
|  | 20 października 2019 |                   |                      |                      |    | Anglia    | Anglia           | 12               |                   |                   |                   |       |       |
|  |                      |                   | Południowa Afryka    | Południowa Afryka    | 32 |           |                  |                  |                   |                   |                   |       |       |
|  | Walia                | Walia             | Południowa Afryka    | Południowa Afryka    | 32 | 20        |                  |                  |                   |                   |                   |       |       |
|  | Walia                | Walia             | 27 października 2019 |                      |    | 20        |                  |                  |                   |                   |                   |       |       |
|  | Francja              | Francja           | 19                   |                      |    |           |                  |                  |                   |                   |                   |       |       |
|  | Francja              | Francja           | 19                   |                      |    | Walia     | Walia            | 16               | Mecz o 3. miejsce | Mecz o 3. miejsce | Mecz o 3. miejsce |       |       |
|  | 20 października 2019 |                   |                      |                      |    | Walia     | Walia            | 16               | Mecz o 3. miejsce | Mecz o 3. miejsce | Mecz o 3. miejsce |       |       |
|  |                      |                   | Południowa Afryka    | Południowa Afryka    | 19 |           |                  | 1 listopada 2019 | 1 listopada 2019  | 1 listopada 2019  |                   |       |       |
|  | Japonia              | Japonia           | Południowa Afryka    | Południowa Afryka    | 19 | 3         |                  | 1 listopada 2019 | 1 listopada 2019  | 1 listopada 2019  |                   |       |       |
|  | Japonia              | Japonia           |                      |                      |    |           |                  | Nowa Zelandia    | Nowa Zelandia     | 40                |                   |       |       |
|  | Południowa Afryka    | Południowa Afryka | 26                   |                      |    |           |                  |                  | Nowa Zelandia     | 40                |                   |       |       |
|  | Południowa Afryka    | Południowa Afryka | 26                   |                      |    |           |                  | Walia            | Walia             | 17                |                   |       |       |
|  |                      |                   |                      |                      |    |           |                  |                  | Walia             | 17                |                   |       |       |

### Ćwierćfinały
| 19 października 201916:15 JST (UTC+9) | Anglia                                                         | 40:16(17:9) | Australia                               | Stadion Ōita, Ōita Widzów: 36 954 Sędzia: Jérôme Garcès |
| 19 października 201916:15 JST (UTC+9) | Farrell 20 (4pd 4K), May 10 (2P), Sinckler 5 (P), Watson 5 (P) | 40:16(17:9) | Lealiʻifano 11 (pd 3K), Koroibete 5 (P) | Stadion Ōita, Ōita Widzów: 36 954 Sędzia: Jérôme Garcès |

| 19 października 201919:15 JST (UTC+9) | Nowa Zelandia | 46:14(22:0) | Irlandia                                             | Tokyo Stadium, Chōfu Widzów: 46 686 Sędzia: Nigel Owens |
| 19 października 201919:15 JST (UTC+9) | Moʻunga 11 (4pd K), A. Smith 10 (2P), B. Barrett 5 (P), J. Barrett 5 (P), Bridge 5 (P), Taylor 5 (P), Todd 5 (P) | 46:14(22:0) | Henshaw 5 (P), Carbery 2 (pd), karne przyłożenie – 7 | Tokyo Stadium, Chōfu Widzów: 46 686 Sędzia: Nigel Owens |

| 20 października 201916:15 JST (UTC+9) | Walia                                                | 20:19(10:19) | Francja                                                           | Stadion Ōita, Ōita Widzów: 34 426 Sędzia: Jaco Peyper |
| 20 października 201916:15 JST (UTC+9) | Biggar 10 (2pd 2K), Moriarty 5 (P), Wainwright 5 (P) | 20:19(10:19) | Ollivon 5 (P), Vahaamahina 5 (P), Vakatawa 5 (P), Ntamack 4 (2pd) | Stadion Ōita, Ōita Widzów: 34 426 Sędzia: Jaco Peyper |
| 20 października 201916:15 JST (UTC+9) | Moriarty                                             | 20:19(10:19) | Vahaamahina                                                       | Stadion Ōita, Ōita Widzów: 34 426 Sędzia: Jaco Peyper |

| 20 października 201919:15 JST (UTC+9) | Japonia      | 3:26(3:5) | Południowa Afryka                                   | Tokyo Stadium, Chōfu Widzów: 48 831 Sędzia: Wayne Barnes |
| 20 października 201919:15 JST (UTC+9) | Tamura 3 (K) | 3:26(3:5) | Pollard 11 (pd 3K), Mapimpi 10 (2P), De Klerk 5 (P) | Tokyo Stadium, Chōfu Widzów: 48 831 Sędzia: Wayne Barnes |
| 20 października 201919:15 JST (UTC+9) | Mtawarira    | 3:26(3:5) |                                                     | Tokyo Stadium, Chōfu Widzów: 48 831 Sędzia: Wayne Barnes |

### Półfinały
| 26 października 201917:00 JST (UTC+9) | Anglia                                      | 19:7(10:0) | Nowa Zelandia               | International Stadium Yokohama, Jokohama Widzów: 68 843 Sędzia: Nigel Owens |
| 26 października 201917:00 JST (UTC+9) | Ford 12 (4K), Tuilagi 5 (P), Farrell 2 (pd) | 19:7(10:0) | Savea 5 (P), Moʻunga 2 (pd) | International Stadium Yokohama, Jokohama Widzów: 68 843 Sędzia: Nigel Owens |

| 27 października 201918:00 JST (UTC+9) | Walia                                        | 16:19(6:9) | Południowa Afryka                    | International Stadium Yokohama, Jokohama Widzów: 67 750 Sędzia: Jérôme Garcès |
| 27 października 201918:00 JST (UTC+9) | Biggar 9 (3K), Adams 5 (P), Halfpenny 2 (pd) | 16:19(6:9) | Pollard 14 (pd 4K), De Allende 5 (P) | International Stadium Yokohama, Jokohama Widzów: 67 750 Sędzia: Jérôme Garcès |

### Mecz o 3. miejsce
| 1 listopada 201918:00 JST (UTC+9) | Nowa Zelandia                                                                     | 40:17(28:10) | Walia                                                     | Tokyo Stadium, Chōfu Widzów: 48 842 Sędzia: Wayne Barnes |
| 1 listopada 201918:00 JST (UTC+9) | Moʻunga 15 (P 5pd), B. Smith 10 (2P), B. Barrett 5 (P), Crotty 5 (P), Moody 5 (P) | 40:17(28:10) | Adams 5 (P), Amos 5 (P), Patchell 5 (pd K), Biggar 2 (pd) | Tokyo Stadium, Chōfu Widzów: 48 842 Sędzia: Wayne Barnes |

### Finał
| 2 listopada 201918:00 JST (UTC+9) | Anglia          | 12:32(6:12) | Południowa Afryka                               | International Stadium Yokohama, Jokohama Widzów: 70 103 Sędzia: Jérôme Garcès |
| 2 listopada 201918:00 JST (UTC+9) | Farrell 12 (4K) | 12:32(6:12) | Pollard 22 (2pd 6K), Kolbe 5 (P), Mapimpi 5 (P) | International Stadium Yokohama, Jokohama Widzów: 70 103 Sędzia: Jérôme Garcès |

## Partnerzy

### Światowi Partnerzy
- Emirates[217]
- Heineken[218]
- Land Rover[219]
- Société Générale[220]
- DHL[221]
- MasterCard[222]

### Oficjalni Partnerzy
- International Games Broadcast Services – główny nadawca[223]
- Gilbert – piłka[224]
- IMG – zarządzanie licencjami[225]
- Tudor – oficjalny pomiar czasu[226]
- Toppan Printing[227]
- Canterbury of New Zealand – stroje sportowe[228]
- NTT docomo[229]
- EY – usługi doradcze[230]
- Suntory Holdings – napoje[231]
- Aggreko[232]

### Oficjalni Sponsorzy
- Dentsu[233]
- Canon[234]
- TOTO[235]
- SECOM[236]
- Taisho Pharmaceutical[237]
- Mitsubishi Estate[238]
- HITO Communications[239]
- Taisei Corporation[240]

## Transmisje telewizyjne
- Australia: Fox Sports, Network Ten[241]
- Azja Południowo-Wschodnia: BeIN Sport[242]
- Fidżi: Fiji TV[243]
- Francja: TF1[244]
- Indie: Sony Pictures Network[245]
- Irlandia: Eir Sport[246]
- Japonia: Nippon TV, NHK, J Sports[247]
- Nowa Zelandia: Spark New Zealand (część także w TVNZ)[248]
- Polska: Polsat Sport[249]
- Skandynawia: NENT[250]
- Stany Zjednoczone: NBC[251]
- Wielka Brytania: ITV[252] (oraz BBC Radio[253])
- Włochy: RAI[254]

## Statystyki
Statystyki podane za stroną ESPN Scrum dla drużyn, punktów zawodników oraz przyłożeń.
| Drużyna           | W | P | R | PZ  | PS  | Różnica | P  | pd | K  | dg |
| ----------------- | - | - | - | --- | --- | ------- | -- | -- | -- | -- |
| Południowa Afryka | 6 | 1 | 0 | 262 | 67  | +195    | 33 | 23 | 16 | 1  |
| Anglia            | 5 | 1 | 0 | 190 | 75  | +115    | 22 | 16 | 16 | 0  |
| Nowa Zelandia     | 5 | 1 | 0 | 250 | 72  | +178    | 36 | 28 | 4  | 0  |
| Walia             | 5 | 2 | 0 | 189 | 147 | +42     | 22 | 19 | 11 | 2  |
| Japonia           | 4 | 1 | 0 | 118 | 88  | +30     | 13 | 10 | 11 | 0  |
| Australia         | 3 | 2 | 0 | 152 | 108 | +44     | 21 | 13 | 7  | 0  |
| Francja           | 3 | 1 | 0 | 98  | 71  | +27     | 12 | 10 | 5  | 1  |
| Irlandia          | 3 | 2 | 0 | 135 | 73  | +62     | 20 | 15 | 1  | 0  |
| Argentyna         | 2 | 2 | 0 | 106 | 91  | +15     | 14 | 12 | 4  | 0  |
| Szkocja           | 2 | 2 | 0 | 119 | 55  | +64     | 16 | 13 | 2  | 1  |
| Włochy            | 2 | 1 | 0 | 98  | 78  | +20     | 14 | 9  | 2  | 0  |
| Fidżi             | 1 | 3 | 0 | 110 | 108 | +2      | 17 | 7  | 3  | 0  |
| Gruzja            | 1 | 3 | 0 | 65  | 122 | −57     | 9  | 7  | 2  | 0  |
| Samoa             | 1 | 3 | 0 | 58  | 128 | −70     | 8  | 3  | 4  | 0  |
| Tonga             | 1 | 3 | 0 | 67  | 105 | −38     | 9  | 8  | 2  | 0  |
| Urugwaj           | 1 | 3 | 0 | 60  | 140 | −80     | 6  | 6  | 6  | 0  |
| Kanada            | 0 | 3 | 0 | 14  | 177 | −163    | 2  | 2  | 0  | 0  |
| Namibia           | 0 | 3 | 0 | 34  | 175 | −141    | 3  | 2  | 5  | 0  |
| Rosja             | 0 | 4 | 0 | 19  | 160 | −141    | 1  | 1  | 3  | 1  |
| Stany Zjednoczone | 0 | 4 | 0 | 52  | 156 | −104    | 7  | 4  | 3  | 0  |

| Punkty | Nazwisko       | Drużyna           | P | pd | K  | dg |
| ------ | -------------- | ----------------- | - | -- | -- | -- |
| 69     | Handré Pollard | Południowa Afryka | 0 | 9  | 16 | 1  |
| 58     | Owen Farrell   | Anglia            | 0 | 11 | 12 | 0  |
| 54     | Richie Moʻunga | Nowa Zelandia     | 1 | 20 | 3  | 0  |
| 51     | Yū Tamura      | Japonia           | 0 | 9  | 11 | 0  |
| 41     | Dan Biggar     | Walia             | 0 | 10 | 6  | 0  |

| Nazwisko          | Drużyna           | Przyłożenia |
| ----------------- | ----------------- | ----------- |
| Josh Adams        | Walia             | 7           |
| Makazole Mapimpi  | Południowa Afryka | 6           |
| Kōtarō Matsushima | Japonia           | 5           |
| Kenki Fukuoka     | Japonia           | 4           |
| Julián Montoya    | Argentyna         | 4           |
| Ben Smith         | Nowa Zelandia     | 4           |